# Championnat de Suisse de hockey sur glace 1917-1918
Saison précédente Saison suivante
La saison 1918-1919 est la 9e saison du championnat de Suisse de hockey sur glace.

## Championnat national

### Qualification Est
En tant que seul équipe alémanique inscrite, le HC Berne est directement qualifié pour la finale nationale.

### Qualifications Ouest
Un match éliminatoire se joue le 13 janvier 1918 à Genève :
- Servette HC - Genève HC 5-1

La finale romande se déroule le 2 février 1918, à Caux.
Classement :
1. HC Rosey Gstaad
2. HC Bellerive Vevey
3. Servette HC
4. Genève HC

### Finale
Elle se dispute le 3 février 1918, à Caux :
- HC Berne - HC Rosey Gstaad 1-0

Le HC Berne remporte son 3e titre, le 3e consécutivement.

## Championnat international suisse
Ne limitant pas le nombre de joueurs étrangers, ce championnat, joué le 6 janvier 1918, aux Avants, n'est pas pris en compte pour le palmarès actuel des champions de Suisse.
- HC Bellerive Vevey - HC Rosey Gstaad 2-1